# Catherine Swinnerton
Pour les articles homonymes, voir Swinnerton.
Catherine Swinnerton née le 12 mai 1958 à Fenton, est une coureuse cycliste professionnelle anglaise.

## Biographie
Catherine Swinnerton est la troisième d'une fratrie de cycliste anglaise championne en Grande-Bretagne entre 1968 et 1984 :
- Bernadette : Championne de vitesse de Grande-Bretagne (1968, 1969, 1970 et 1971)
- Margaret : Victorieuse des premières Coupes de Grande-Bretagne féminines (1981, 1982)
- Catherine : Championne de Grande-Bretagne sur route (1977 et 1984)
- Paul (jumeau de Catherine) : Champion du 1 km de Grande-Bretagne (1979)[2]

## Palmarès sur route
- 1975
  - 3e des championnats de Grande-Bretagne de cyclisme sur route
- 1976
  - 16e de la course en ligne des championnats du monde de cyclisme sur route 1976
- 1977
  -  Championne de Grande-Bretagne sur route
  - 9e de la course en ligne des championnats du monde de cyclisme sur route 1977
- 1978
  - 3e des championnats de Grande-Bretagne de cyclisme sur route
- 1979
  - 2e des championnats de Grande-Bretagne de cyclisme sur route
  - 11e de la course en ligne des championnats du monde de cyclisme sur route 1979
- 1982
  - 2e des championnats de Grande-Bretagne de cyclisme sur route
- 1983
  - 10e de la course en ligne des championnats du monde de cyclisme sur route 1983
- 1984
  -  Championne de Grande-Bretagne sur route
  - 13e de la course en ligne féminine de cyclisme sur route aux Jeux olympiques d'été de 1984